# Звіліч Елен Таафе
Звіліч Елен Таафе (30 квітня 1939 у Маямі (Флорида, США) — американська композиторка українського походження.

## Біографія
Е.Звіліч походить від українських емігрантів до Америки.
У 1960 році закінчила Флоридський державний університет. Пізніше жила в Нью-Йорку, де грала в Американському симфонічному оркестрі під керуванням Л. Стоковського (1965—1972). Удосконалювала музичну майстерність в Джулліардській школі, де у 1975 році здобула ступінь доктора музичного мистецтва (першою з жінок у світі). 18 квітня 1983 року отримала Пулітцерівську премію, ставши першою жінкою-композитором, яка отримала цю премію за видатний музичний твір. Пізніше була відзначена також премією Елізабет Кулідж (у галузі камерної музики), почесною стипендією імені Гуггенгейма (1980 рік), кількома преміями «Греммі», званням «Композитор року» (1999 рік) тощо. Пожиттєвий почесний член Американської федерації музикантів, член Американської академії мистецтв і літератури (1992 рік), Американської академії мистецтв і наук (2004 рік), почесний професор Флоридського державного університету. У 1995—1999 рр. організувала велику серію концертів у Карнегі-холлі (Нью-Йорк). Гастролювала в багатьох країнах світу, зокрема, в Україні.

## Твори
Музичні твори: «Симпозіум для оркестру» (1973); 1-ша симфонія (1982); «Привітання» для оркестру (1984); 2-га симфонія (1985); «Кончерто гроссо» (1985); балет «Танцшпіль» (1987); «Символ» (1988); 3-тя симфонія (1992); 4-та симфонія для хору, дитячого хору та оркестру (1999); 5-та симфонія (2008), концерти для тромбона, гобоя, валторни, труби, скрипки, фортепіано, твори для хору, пісенні цикли та багато ін.